# Aegiphila rimbachii
Espèce
Statut de conservation UICN

 VU B1+2c : Vulnérable
Aegiphila rimbachii  est une espèce de plantes du genre Aegiphila de la famille des Lamiaceae.